# 山濤

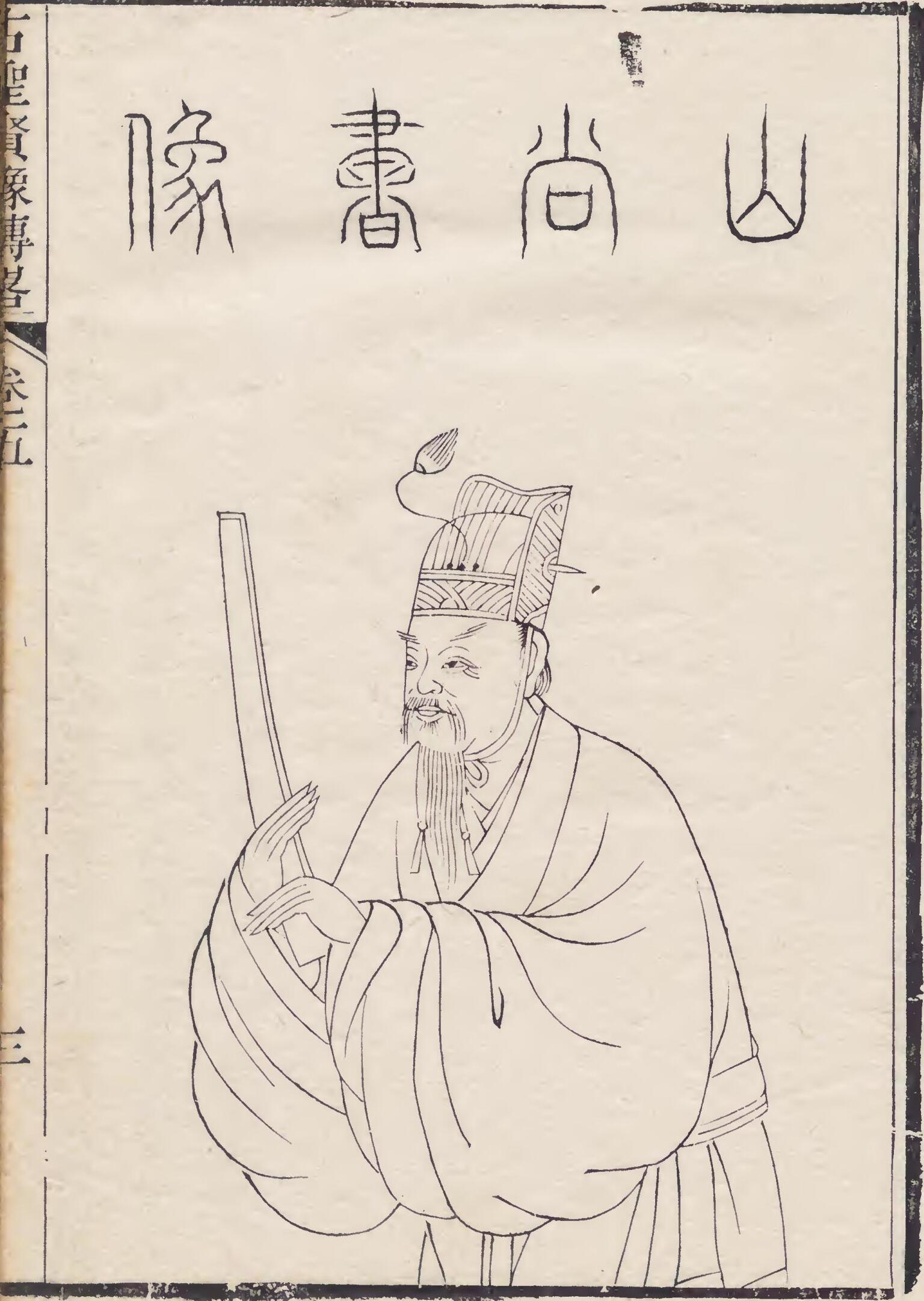
山濤

山 濤（さん とう、建安10年（205年）- 太康4年1月18日（283年3月3日））は、後漢末年の三国時代の魏および西晋の文人。字は巨源。司隸河内郡懐県（現在の河南省焦作市武陟県）の人。祖父は山本。父は山曜。子は山該・山淳・山允・山謨・山簡。張春華は従母（父の従姉妹）であり、司馬師・司馬昭・司馬榦らの又従兄弟である。唐末の山行章は山濤の後裔と称した。

## 概要

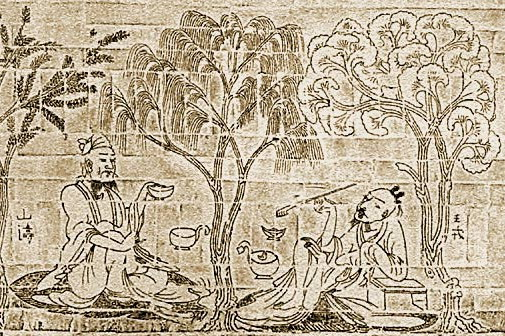
山濤（左）と王戎
（4世紀のレリーフ）

幼少時に父を亡くしたため、貧窮した生活を送った。老荘思想に耽って嵆康・阮籍らと交遊し、竹林の七賢の一人と後世に称された。40歳を過ぎて官途について司馬氏に属したため、司馬氏を激しく批判していた嵆康を朝廷に推薦した時に「與山巨源絶交書」（山巨源に与える絶交書）を突き付けられた。しかし、嵆康の刑死の際には息子の行く末を託された事からみても、彼らの友情は変わらなかったものと思われる。
曹爽の台頭により隠棲するが、曹爽が司馬懿のクーデターで粛清されると再び出仕した。
咸熙元年（264年）、又従兄弟の司馬昭が鍾会の謀反鎮圧のため洛陽を離れると、山濤を行軍司馬に任じ、鄴の警護をさせた。簒奪を目前に控えた司馬昭は、曹氏一族を鄴に軟禁していた。山濤は司馬氏の親戚としてその監視を任された。
西晋代になって、吏部尚書・太子少傅を歴任するなど栄達し、79歳のとき司徒になった。嵆紹を推挙したり、諸葛京を東宮舎人に推挙したりしている。同年に逝去すると康と諡された。